# Umbro Apollonio
Umbro Apollonio (* 20. April 1911 in Triest; † 22. April 1981 in Bassano del Grappa) war ein italienischer Kunstkritiker und Essayist.

## Leben
Er wurde in Triest geboren und war Dozent für zeitgenössische Kunstgeschichte an der Universität Padua. Er kuratierte das Archiv von Italo Svevo, einschließlich seiner unveröffentlichten Werke.
Von 1949 bis 1972 leitete er des Archivio Storico d'Arte Contemporanea der Biennale di Venezia, und hat als Co-Kurator von Kunstausstellungen und Redakteur der Zeitschrift La Biennale di Venedig zahlreiche kritische Essays über die wichtigsten Vertreter der modernen und zeitgenössischen Malerei, bis hin zur kinetischen und programmierten Kunst, verfasst.
Ab 1931 publizierte er in großen internationalen Kulturzeitschriften, darunter Art International, und war Autor mehrerer Einträge in der Enciclopedia dell'arte, dem Dizionario delle opere, der Enzyklopädie Universo, der Enzyklopädie der Wissenschaft und der Künste und der Enzyklopädie Le Muse.
1956 war er an der Gründung der Zeitschrift Quadrum beteiligt. Außerdem war er Mitglied der italienischen Sektion der AICA.
Die Vielfalt der Kontexte, in denen er arbeitete, führte ihn dazu, moderne Kunst durch Vorträge und Universitätskurse in Ländern auf der ganzen Welt zu verbreiten. Er war Mitglied zahlreicher nationaler und internationaler Jurys und Kurator vieler Ausstellungen und Retrospektiven.

## Werke
Bücher und Schriften
- Tempi e fantasie. Edizioni Aldine, Bologna 1934.
- Umbro Apollonio: Luigi Pirandello, Romanzieri e novellieri d'Italia del secolo XX. Band I. Rom 1936 (eingeschränkte Vorschau in der Google-Buchsuche).
- Arturo Nathan. Il Raccoglitore, Savona 1936.
- Ugo Carà. Quaderni di Termini, Fiume 1938.
- Sulla pittura dell'Ottocento. Circoli, Genua 1938.
- Certa critica. In: Corrente. Mailand 1939.
- Disegni di Fontana. In: Emporium. Bergamo Dezember 1940, S. 321.
- Su Viviani incisore. In: Stile. Mailand Februar 1941, S. 74–89.
- Zeitgenössische italienische Erzähler. In: Neue Schweizer Rundschau. Zürich Januar 1942.
- Renato Birolli: Sedici taccuini con dieci disegni e una nota di Umbro Apollonio. Posizione Editrice, Genua 1943.
- Umbro Apollonio: Scipione. Edizioni del Cavallino, Venedig 1945.
- Testimonianza a Birolli. In: Domani. Venedig 14. September 1945.
- Alberto Viani, Scultura di Alberto Viani. Edizioni della Spiga, Mailand 1944.
- Disegni di Seurat. Edizioni del Cavallino, Venedig 1947.
- Pittura antica in Liguria. In: Rassegna d'Italia. Mailand Mai 1947, S. 40–47.
- Semeghini. In: La Fiera Letteraria. Rom 31. Oktober 1948, S. 5.
- Umbro Apollonio: Chagall. Alfieri, Venedig 1949.
- =Giorgio Morandi. In: Horizon. Nr. 115. London Juli 1949.
- L'art de Giovanni Bellini au Palais Ducale de Venisei. In: Les arts plastiques. 5–6 (Mai-Juni). Brüssel 1949, S. 181–195.
- La pittura metafisica. Edizioni del Cavallino, Venedig 1950.
- Pittura italiana moderna. Neri Pozza, Venedig 1950.
- Umbro Apollonio, Marco Valsecchi: Panorama dell'arte italiana. Band 1950. Lattes, Turin 1950.
- Vedova, 5 disegni originali. Venedig 1950.
- I bronzetti nuragici. In: Panorama dell'arte italiana. Turin 1950, S. 13–14.
- Bruno Cassinari. In: Panorama dell'arte italiana. Turin 1950, S. 317–323.
- Amedeo Modigliani. In: Cahiers d'art. Paris 1950, S. 167–169.
- Umbro Apollonio, Marco Valsecchi: Panorama dell'arte italiana. Band 1951. Lattes, Turin 1951.
- La mostra dei Tiepolo a Venedig. In: La Gazzetta di Bergamo. Bergamo 1951, S. 11–20.
- Mino Maccari. In: Panorama dell'arte italiana. Turin 1951, S. 41–47.
- Pericle Fazzini. In: Panorama dell'arte italiana. Turin 1951, S. 409–415.
- Die Brücke e la cultura dell'espressionismo. Alfieri, Venedig 1952.
- ufino Tamayo, pittore messicano. In: America Latina. Mailand April 1952, S. 8–10.
- Viani. In: Magazine of Art. New York Mai 1952.
- Toulouse Lautrec e L'Italia. In: Toulouse-Lautrec: l'oeuvre graphique : collection Charell. Venedig 1952.
- saggio introduttivo di Umbro Apollonio. In: Da Renoir a Picasso. C. Bestetti, Edizioni D'arte, Roma 1952.
- Marino Marini scultore. Edizioni del Milione, Mailand 1953.
- La jeune peinture italienne. In: Premier Bilan de l'art actuel 1937-1953 in Le Soleil noir. Nr. 3–4. Paris 1953, S. 214–228.
- Emilio Vedova. In: Cahiers d'Art. Paris Juni 1953, S. 133–136.
- Picasso. De Agostini, Novara 1954.
- Donati. Mailand 1954.
- Courbet in Italia. In: Adriana Albini (Hrsg.): Courbet alla XXVII biennale di Venedig. Venedig 1954.
- Matisse. Serie Arti Garzanti, Mailand 1954.
- Umbro Apollonio, A. Jouffroy: Salvatore. Cavallino, Venedig 1955.
- Aufriss der modernen italienischen Skulptur. In: Das Kunstwerk, 1/IX. Baden-Baden 1956, S. 4–10.
- Delecroix. Mondadori, Mailand 1956.
- Consagra. Rom 1956.
- Pittura di Birolli. In: Quadrum. Brüssel 1956, S. 147–160.
- Afro. In: Quadrum. Brüssel 1956, S. 133–138.
- Wols-forma-natura. In: Scritti di storia dell'arte in onore di Lionello Venturi. Rom 1956.
- Das Italienische in der italienischen Kunst. In: Schri Kunst Schri. Baden-Baden 1956.
- Brancusi. In: Constantin Brancusi, sculptures, paintures, fresques, dessins. Paris 1957, S. 98–99.
- Saetti. bodensee - verlag, franz larese., Amriswil (Schweiz) 1957.
- Le arti figurative. In: L'Otto-Novecento, conferenza raccolte a cura della Libera cattedra di Storia della civiltà fiorentina. Florenz 1957.
- La pittura astratta in Italia. In: Il Veltro. Band I, Nr. 2. Rom Mai 1957.
- La "Biennale" all'estero. In: Scuola e cultura nel mondo. Nr. 6. Rom Dezember 1957.
- Santomaso. In: Quadrum. Nr. 3. Brüssel 1957, S. 49–56.
- Sant'Elia. Il Balcone, Mailand 1958.
- Campigli. Edizioni del Cavallino, Venedig 1958.
- Tensione e spazio di Mastroianni. In: Quadrum. Nr. 5. Brüssel 1958, S. 45–52.
- Espressionismo. In: Enciclopedia universale dell'arte. Band V. Venedig-Rom 1958, S. 54–67.
- Klee, Le tapis du souvenir. In: Quadrum. Nr. 5. Brüssel 1958, S. 78.
- Letterati e critica d'arte. In: La Biennale di Venedig. Nr. 33. Edizioni La Biennale di Venedig, Venedig Dezember 1958, S. 31–32.
- Santomaso. Bodensee Verlag, Amriswil 1959.
- Parisot: opere dal 1959 al 1947. Il Grifo, Turin 1959.
- La Biennale d'arte figurativa. In: Manifestazioni d'oggi. Florenz 1959, S. 99–117.
- Ensor. In: Hommage a James Ensor. Brüssel 1959.
- Fauves e cubisti. Istituto Italiano d'Arti Grafiche, Bergamo 1959.
- Luce e materia nella pittura di Corpora. In: Quadrum. Nr. 6. Brüssel 1959, S. 87–94.
- Come sono sorte le correnti astratte. In: Ulisse. Nr. 33. Rom 1959, S. 12–16.
- Dei valori nelle tendenze. In: La Biennale di Venedig. 35 (April-Juni). Edizioni La Biennale di Venedig, Venedig 1959, S. 25–26.
- Tra individualità e tipologie. In: La Biennale di Venedig. 36–37 (Juli-Dezember). Edizioni La Biennale di Venedig, Venedig 1959, S. 89–90.
- Spagna. In: Will Grohmann (Hrsg.): L'arte dopo il 1945”. Mailand 1959, S. 121–131.
- Somaini. Editions du Grifon, Neuchatel 1960.
- Emilio Vedova. In: Cimaise. 50 (Oktober-Dezember). Paris 1960, S. 86–97.
- Mirko. In: cinque scultori d'oggi MOORE FONTANA MASTROIANNI MIRKO VIANI. Edizioni Minerva Artistica, Turin 1960.
- La natura morta nella pittura italiana. Mailand 1960.
- Luigi Spazzapan. In: Quadrum. Nr. 9. Brüssel 1960, S. 75–84.
- Arte de Tapies. In: Papeles de son armadons. Band LVII. Palma de Mallorca 1960, S. 349–353.
- Giorgio Morandi. In: Das Kunstwerk. Band 3/XIV. Baden-Baden 1960, S. 3–4.
- Bruno Cassinari. In: Quadrum. Nr. 8. Brüssel 1960, S. 85–94.
- Teatro e rinnovamento della forma. In: La Biennale di Venedig. 38 (Jänner-März). Edizioni La Biennale di Venedig, Venedig 1960, S. 31,32.
- Dell'immagine nel film. In: La Biennale di Venedig. 39 (April-Juni). Edizioni La Biennale di Venedig, Venedig 1960, S. 39–40.
- Interventi della presenza estetica. In: La Biennale di Venedig. 41 (Oktober-Dezember). Venedig 1960, S. 43–44.
- Mattia Moreni. In: Quadrum. Nr. 11. Brüssel 1961, S. 103–112.
- Velazquez y el modernismo. In: Cuadernos hispanoamericanos. 140-141 (August-September). Madrid 1961, S. 3–7.
- Die Situation der Kunstkritik in Italien. In: Kunst Wissenschaft oder Propaganda ”Funktionen der Kunstkritik. Ein Bericht über das Kunstgespräch 1960 in Frankfurt a.M.” Baden-Baden/Krefeld 1961, S. 80–81, 97–107.
- Del fattore cinetico nell'arte contemporanea. In: La Biennale di Venedig. 42 (Jänner-März). Edizioni La Biennale di Venedig, Venedig 1961, S. 49–50.
- Struttura e forma applicata. In: La Biennale di Venedig. 43 (April-Mai). Edizioni La Biennale di Venedig, Venedig 1961, S. 49–50.
- Prefazione III. In: Mostra Internazionale della fotografia. Venedig 1961.
- Gli Spagnoli. In: Civiltà delle Macchine. Anno IX, 1 (Jänner-Februar). Rom 1961, S. 48–50.
- Libertà e determinazione. In: Il Verri. Anno V, Nr. 3. Mailand Juni 1961, S. 141–143.
- Morandi. Siegen November 1962 (Ausstellungskatalog).
- Zur Kritik des Informellen. In: Das Kunstwerk. Band 9/XV. Baden-Baden März 1962, S. 12–14.
- Arte e scena. In: Civiltà delle Macchine. 3 (Mai-Juni). Rom 1962, S. 45–51.
- Antonio Music. In: Quadrum. Nr. 13. Brüssel 1962, S. 83–90.
- Pintura e ideas en Emilio Vedova. In: Papeles de son armadans. Band LXXX, 1 (November-Dezember). Palma de Mallorca 1962, S. 291–302.
- Monet. In: Enciclopedia Universale dell'Arte. Band IX. Venedig-Roma, Sansoni 1963, S. 564–569.
- Leoncillo. In: Quadrum. Nr. 15. Brüssel 1963, S. 71–82.
- Schriftwerte im Informel. In: Schrift und Bild. 1963 (Ausstellung Stedelijk Museum di Amsterdam und Staatliche Kunsthalle in Baden-Baden).
- Zeichen für Zeichen : 14 [i.e. vierzehn] Original-Graphiken / zusammengestellt von Dietrich Mahlow ; mit einem Vorwort von Umbro Apollonio. Typos Verlag, Frankfurt a.M. 1963.
- Quesiti sulla ricerca estetica contemporanea. In: Testimonianze (dagli atti VIII-IX-X-XI Convegno).
- Internazionale Artisti Critici d'Arte, Rimini-Verucchio-San Marino 1959-1960-1961-1962. Rom 1963, S. 55–61.
- Paolo Pasotto. Cavallino, Venedig 1963.
- Kokoschka und der Expressionismus. In: J.P. Hodin (Hrsg.): Bekenntnis zu Kokoschka: Erinnerungen und Deutungen. Bei Florian Kupferberg, Berlin-Mainz 1963, S. 53–63.
- Fathwinter. In: Das Kunstwerk. Band 4/XVII. Baden-Baden, Agis Oktober 1963, S. 13–14.
- Korompay. In: Quaderni d'Arte Contemporanea. Edizioni dell'Ateneo, Rom 1964.
- Baldinelli. Edizioni d'arte moderna, Rom 1964.
- Strutturazione dinamica della percezione visiva. In: Civiltà delle Macchine. Band XXX, 4 (Juli-August). Rom 1964, S. 45–52.
- Dorazio. In: Quadrum. Nr. 16. Brüssel 1964, S. 99–108.
- Ipotesi su nuove modalità creative. In: Arte e cultura contemporanea, Quaderni di San Giorgio. Nr. 23. Florenz 1964, S. 641–657.
- Die heutige Situation der italienischen Kunst. In: Kulturwerk. Kassel 1964.
- La conoscenza dell'arte straniera in Italia. In: Quadrivio. Anno IV, Nr. 2. Rom März 1964.
- Nuova tendenza. In: Evento. Nr. 16/17. Venedig September 1964, S. 30–39.
- Mondrian. Fratelli Fabbri editori, Mailand 1965.
- Risorse tecniche ed ordine estetico nella industrializzazione dell'edilizia. In: Casabella. Band XXIX, Nr. 299. Mailand 1965, S. 26–29.
- Ricerche di visualità strutturata. In: Arte d'oggi. Rom, Curcio 1965, S. 67–78.
- Oggetto e grafica. In: Mostra del linguaggio grafico. Turin 1965.
- Enne 60-4 s/1-10. Galleria La Polena, Genua 1965 (Einleitung zur Mappe mit Siebdrucken von Alberto Biasi und Edoardo Landi).
- Esto es malo. In: Richard Mortensen (Hrsg.): sandhedens ojeblik. Nr. 2. Kopenhagen, Hasselbalch 1965.
- Arte Comunicazione Lettura Giudizio. In: Atti del XIV Convegno Internazionale artisti, critici e studiosi d'arte – Arte e Comunicazione. Bologna 1965, S. 114–120.
- Anmerkungen zu den NT 3-Vorschlägen. In: Galerija Suvremene Umjetnosti (Hrsg.): Nova Tendencija 3. Zagreb 1965.
- Braque. Fabbri, Mailand 1966.
- Leonardo Savioli. Centro Proposte, Florenz 1966.
- Bortoluzzi. Serra Editore, Rom 1966.
- È morto Georges Vantongerloo. In: Casabella. Anno XXX, Nr. 301. Mailand 1966, S. 52–59.
- Sistema matematico e ordine naturale. In: Linea struttura. Nr. 1. Neapel 1966, S. 18–23.
- L'arte programmata. In: Siprauno. Nr. 3. Turin 1966, S. 54–57.
- Hartung. Fratelli Fabbri Editore, Mailand 1966.
- Comunità Europea dell'Arte e della Cultura, Arte Contemporanea (Hrsg.): Sculture di Gheno. Rom 1967.
- Recherches d'art visuel en Europe orientale. In: XX Siècle. Nr. 28, Juni 1967, S. 47–56, Parigi.
- Oggetti plastico-visuali e loro predestinazione. In: Lo Spazio dell'immagine. Foligno 1967 (Ausstellungskatalog).
- Sztuki Museum di Lodz (Hrsg.): Gruppo N. 1967 (Ausstellungskatalog).
- Sandro De-Alexandris. In: Operazioni Plastiche. Studio di informazione estetica, Turin 1967.
- Günter Fruhtrunk Sechs Serigraphien. Köln 1967 (in Folianten).
- Flarer. Cavallino, Venedig 1967.
- Reimer Jochims Chromatische Malerei. München 1967.
- Vorwort. In: Trigon 67 Ambiente/Environment, Künstlerhaus Graz. Graz.
- La povertà dell'arte. In: P. Bonfiglioli (Hrsg.): Quaderni de' Foscherari. Bologna 1968.
- Art and Organic Reality. In: Mundus Artium. Band 1, Nr. 3. Athens, Ohio 1968, S. 36–42.
- Bloccare significati irradianti. In: Josef Albers: graphic tectonic. Galerie Der Spegel, Köln 1968.
- La formulazione di un concetto. In: Marcello Morandini. Edizioni Masnata Trentalace, Genua 1968.
- Il rispetto delle dimensioni. In: Civiltà delle macchine. 1 (Jänner-Februar). Rom 1968, S. 38–44.
- La nuova tendenza. In: Francesca R. Fratini (Hrsg.): Arte Popolare Moderna. Bologna 1968.
- Architektur. In: Leonardo Mosso Programmierte Architektur. Studio di Informazione Estetica und Vanni Scheiwiller, Turin 1969.
- Dass eine besondere spekulative Neigung. In: Calderara/Fruhtrunk/Girke/Jochims/Prantl. Der Spiegel, Köln 1969.
- Mirò. Sadea/Sansoni, Florenz 1969.
- La ciné-visualité chromatique. In: Depuis 45. L'art de notre temps. Band I. Brüssel 1969.
- Anticipi e precedenze. In: U. Apollonio, T. Toniato (Hrsg.): Finzi. Venedig 1969.
- Environment. In: Wort und Wahrheit. Band XXIV, 5 (September-Oktober). Wien 1969.
- Actualité de Capogross. In: XX Siécle. année XXXI/33. Paris 1969, S. 49–60.
- Prefazione. In: Pubblicità in Italia 1969-1970. Mailand 1970.
- Enzo Mari: ricerca e creazione. In: Art International. Band XIV, Nr. 3. Lugano März 1970, S. 41–44, 57.
- Mondrian e l'astrattismo. Fabbri Editori, Mailand 1970.
- Las lineas experimentales del arte de postguerra. In: Revista de Arte. Nr. 4. Università de Puerto Rico en Magagüez, März 1970, S. 3–14.
- Per chi creda. In: Constructivisme. Nr. 1. Pully-Losanna 1970.
- Ritratto di Munari. In: catalogo Bruno Munari, ricerche visive design. Künstlerhaus, Graz 1970.
- Futurismo. Mazzotta Editore, Mailand 1970.
- Ricerca e progettazione. Venedig 1970 (in Zusammenarbeit mit Dietrich Mahlow und Luciano Caramel).
- Note per una scienza dell'arte. In: Le Arti. Nr. 1/2. Mailand Februar 1971, S. 50/55.
- El arte italiano desde 1945 hasta 1965. In: Revista de arte. Nr. 8. Mayaguez März 1971, S. 13–24.
- Rigore e fantasia nell'opera di Mirella Bentivoglio. In: catalogo dell'esposizione dell'artista alla Galleria Schwarz. Mailand Januar 1972.
- Hans Richter. In: D'ars. 58–59 (Februar-März). Mailand 1972, S. 90–104.
- Mario Deluigi. In: Art Internationale. Band XVI, Nr. 3. Lugano 20. März 1972, S. 26–27.
- Scheda su Mario Ballocco. In: L'uomo e l'arte. Nr. 8. Mailand April 1972.
- Gerhard von Graevenitz. In: Catalogo della esposizione dell'artista allo studio Marconi. Mailand April 1972.
- Continuità, organismo e ambiente nelle opere di Morandini. In: catalogo della esposizione personale alla Kestner-Gesellschaft. Hannover November 1972.
- An die Akademie. In: Akademie der bildenden Künste in Wien 1872-1972. Wien 1973, S. 118–120.
- Scultura italiana. In: Catalogo XII Biennale a Middelheim. Antwerpen 1973.
- Ripensamenti su Picasso. In: La Gazzetta delle Arti. Anno IV, Nr. 8/9. Venedig September 1973.
- Il filo rosso dell'avanguardia. In: Arte e Società. Nr. 10. Rom Oktober 1973.
- TV. In: Trigon '73 / Audiovisuelle Botschaften Künstlerhaus 6. Oktober/11. November 1973. Graz Oktober 1973.
- La ricerca cinetica. In: Ulisse. XII, Fasc. LXXVI. Rom November 1973, S. 144/153.
- Giancarlo Zen. In: Arte International. Nr. 2. Lugano Februar 1974.
- Tomitaro Nachi. In: Catalogo dell'esposizione dell'artista allo Stedelijk Museum. Amsterdam Januar 1974.
- Introduzione. In: Venedig, poema cromatico di sei litografie originali e raccolta di poesie di Nico Calos. Galleria Kefri, Bergamo 1975.
- Paolo Tessari. In: Catalogo mostra personale alla Neue Galerie am Landes Museum Joanneum, 26/6 – 20/7/1975. Graz Juni 1975.
- Cultura e società. In: Arte e società. Anno IV (Nuova serie), 1 (April-Mai). Rom 1975.
- Riccardo Guarneri. In: Catalogo mostra personale alla Galleria Method. Bergamo Mai 1975.
- Joe Tilson. In: Catalogo mostra personale alla Galleria Il Cavallino. Venedig Mai 1975.
- Arte e materia: il metacrilato. In: D'Ars. Anno XVI, Nr. 75. Mailand Juli 1975.
- Nuovi musei. In: Arte 2000. anno 4, 23 (Sommer). Mailand 1975.
- Presentazione della X Biennale internazionale del bronzetto e della piccola plastica, Padova Sala della Ragione, 7/9 – 12/10/1975. Padua September 1975.
- Ferruccio Bortoluzzi. In: Catalogo mostra personale all'Opera Bevilacqua La Masa, 25/8 – 10/9/1975. Venedig August 1975.
- Gli italiani. In: Catalogo Identität/Trigon 75, Künstlerhaus Graz. Graz Oktober 1975.
- Luciano Caramel (Hrsg.): Il contributo del GRAV in Groupe de recherche d'art visuel 1960-1968. Electa Editrice, Mailand 1975, S. 139–141.
- Angelo Bertolio. In: Catalogo mostra personale in Arte contemporanea 14/10 – 10/11/1975. Mailand Oktober 1975.
- Dadamaino. In: Catalogo mostra personale alla Galleria Method. Bergamo November 1975.
- Esempi d'arte veneta e lombarda. In: Catalogo Biennale d'arte contemporanea. S. Martino di Lupari 1975.
- Luigi Mormorelli 10 anni di scultura. In: G.C. Argan, U. Apollonio (Hrsg.): Luigi Mormorelli 10 anni di scultura. Edizioni il Trifoglio, Mailand 1976.
- Fotografia y artes visuales. In: Arte Visuales. Nr. 12. Mexiko-Stadt 1976.
- Il Romanticismo. In: Situazioni dell'arte contemporanea, Roma. Edizioni Librarie s.r.l., 1976, S. 213–224.
- U. Apollonio, L. Caramel, M. Fagiolo (Hrsg.): La cinevisualità cromatica. Modigliana, 1976.
- Die Kunst der U.S.A. Auf der Biennale in Venedig. In: D. Honnisch, J. Christian (Hrsg.): Amerikanische kunst von 1945 his heute. Dumont Buchverlag, Köln 1976, S. 62–66.
- Carmelo Cappello. Edizioni ARSER, Brescia 1977.
- Occasioni del tempo Riflessioni – Ipotesi. Studio Forma, Turin 1979.

## Auszeichnungen
- Preis „Le stanze del Libro“ für einen literarischen Essa, Rom 1935.
- Preis für Kunstkritik des Ministero della Pubblica Istruzione, 1946.
- Preis für Kunstkritik auf der Biennale di Venedig, 1948
- Europäischer Literaturpreis „Cortina-Ulisse“, 1951.
- Kulturpreis des Ministeriums für öffentliche Bildung, 1958

## Ehrungen
Medaille für die Verdienste um Schule, Kultur und Kunst